# كأس لبنان
كأس لبنان واسمه الرسمي: كأس الاتحاد اللبناني لكرة القدم (بالفرنسية: Coupe du Liban de football)‏ ، هي بطولة رسمية لكرة القدم في لبنان ، أسست سنة 1938.

## الأندية الفائزة
- جمعية النجوم للرياضة، فازت سنوات:
- 2014-2015
- 2014-2015

## طالع
- قائمة أندية كرة القدم في لبنان

## وصلات خارجية
- Lebanese Cup- Hailoosport.com (Arabic)
- Lebanese Cup - Hailoosport.com